# Michael Bittner (Maueropfer)

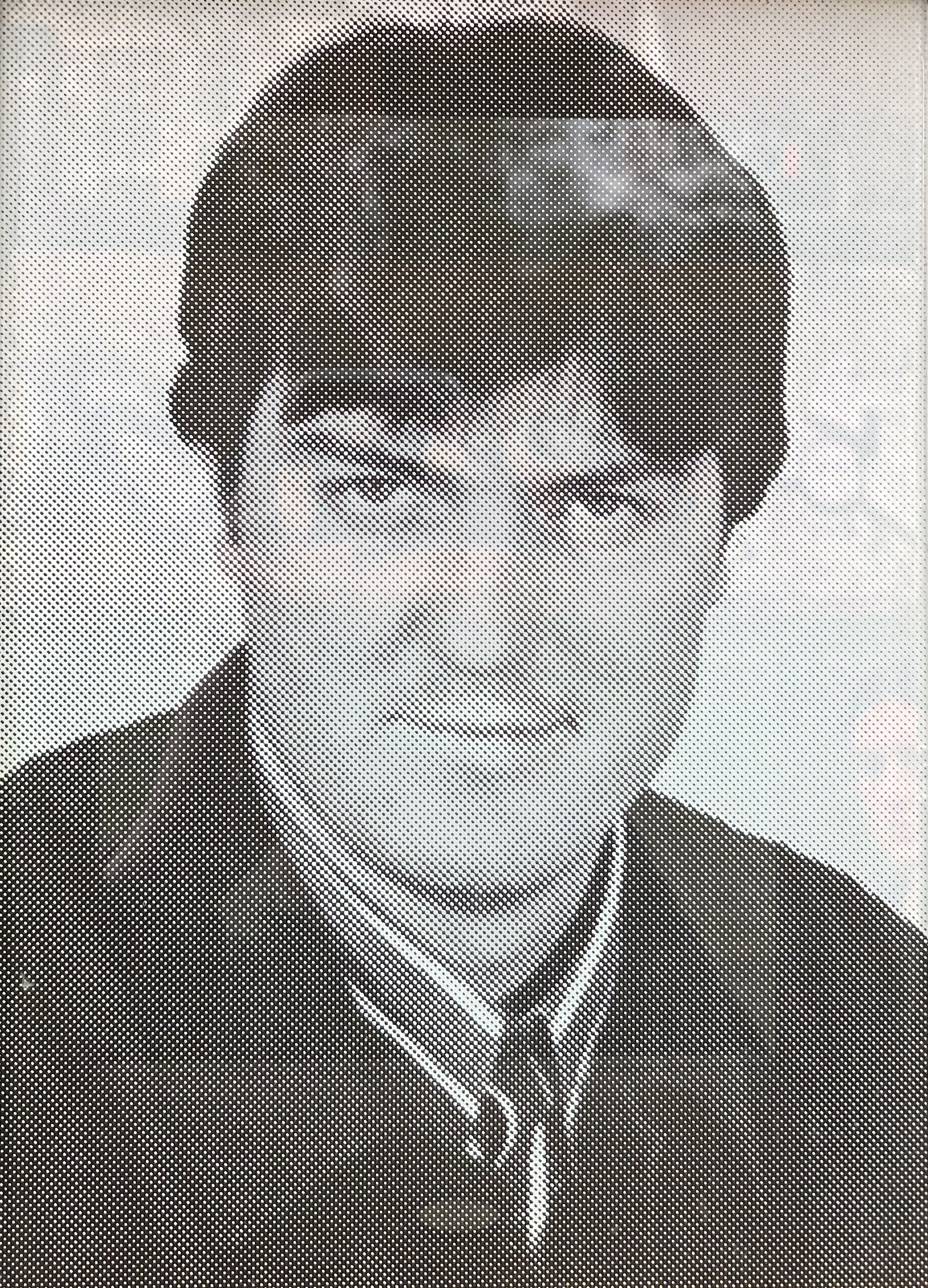
Fenster des Gedenkens für Michael Bittner an der Gedenkstätte Berliner Mauer

Michael Bittner (* 31. August 1961 in Berlin; † 24. November 1986 in Glienicke/Nordbahn) war ein Todesopfer an der Berliner Mauer. Er wurde beim Versuch, die Mauer zwischen Glienicke/Nordbahn und Berlin-Frohnau zu überwinden, von Angehörigen der Grenztruppen der DDR erschossen.

## Leben
Nach Beendigung der Schulzeit und Abschluss einer Maurerlehre im VEB Baureparaturen Pankow leistete Michael Bittner ab Mai 1980 seinen 18-monatigen Grundwehrdienst bei der NVA. Aufgrund negativer Erlebnisse während dieser Zeit entschloss er sich, die DDR zu verlassen, und stellte mehrere Ausreiseanträge. Als sein letzter Antrag abgelehnt wurde, entschloss er sich zur Flucht. Beim letzten Treffen mit seiner Mutter erwähnte er seine Pläne nicht. Seinem Bruder sagte er am nächsten Tag hingegen, sein Antrag sei bewilligt worden.
Mit einer Leiter begab er sich am Abend des 23. November 1986 nach Glienicke/Nordbahn an die Mauer zu West-Berlin. Gegen 1.20 Uhr des Folgetags überwand er mit der Leiter die Hinterlandmauer an der Nohlstraße. Durch die Berührung des Signalzauns löste er Alarm aus und zog die Aufmerksamkeit zweier Grenzposten der DDR auf sich. Die Grenzer rannten von ihrem 200 Meter entfernten Standort auf Bittner zu und gaben Warnschüsse ab. Als sie bis auf 20 Meter an ihn herankamen, stand Bittner oben auf der Leiter an der abschließenden Mauer. Nach Warnrufen eröffneten sie das Feuer auf Bittner, der drei Mal in den Rücken getroffen wurde und in den Todesstreifen zurückfiel. Michael Bittner starb gegen 1.50 Uhr an einer Herzruptur im Regimentsmedizinpunkt Glienicke. 

## Verschleierung der Todesumstände
Nach einer Obduktion in der Militärmedizinischen Akademie Bad Saarow wurde der Leichnam vom Ministerium für Staatssicherheit (MfS) abtransportiert und gilt seitdem als verschollen.

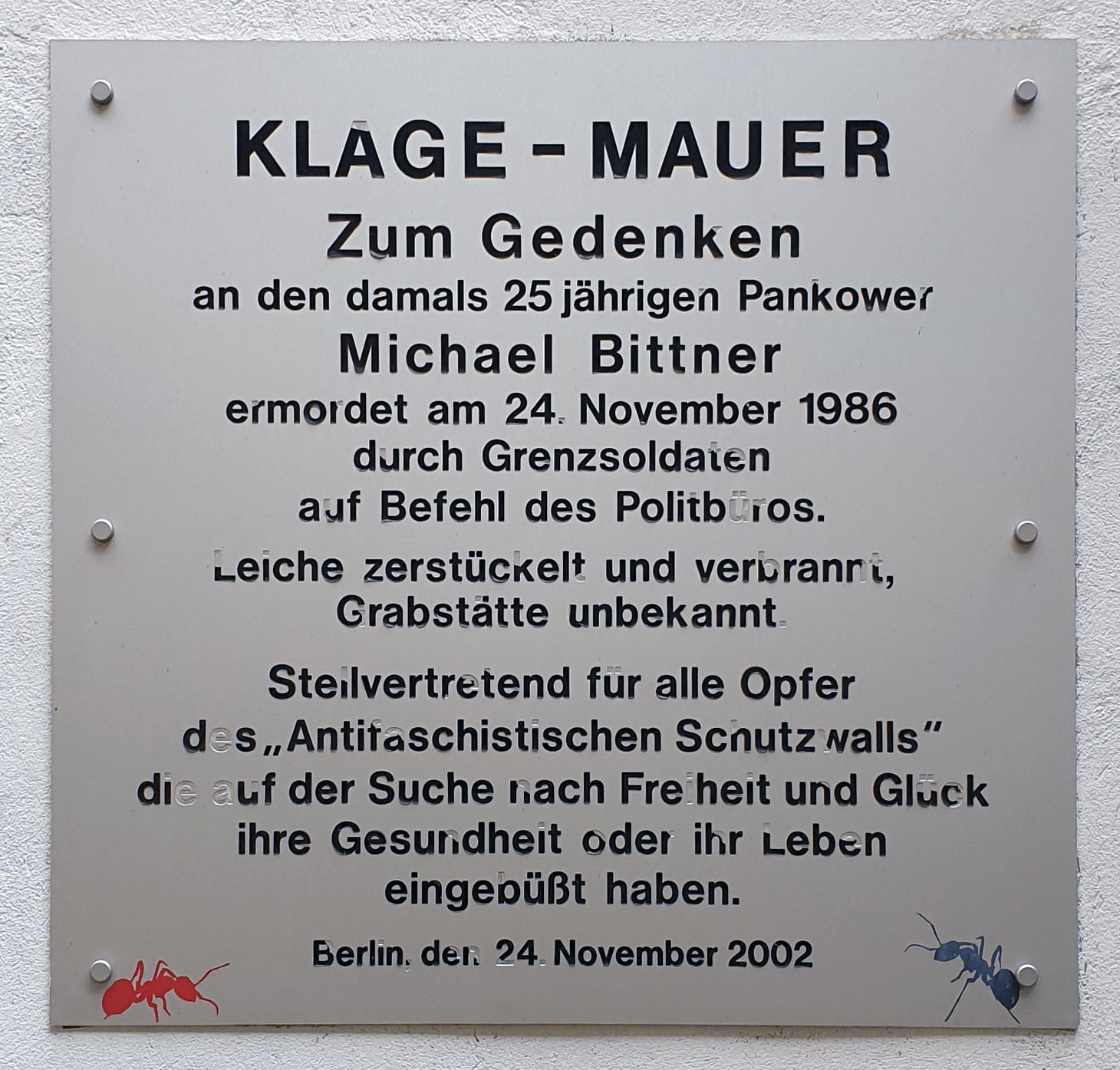
Gedenktafel in Berlin-Mitte

Die Behörden der DDR und das MfS vertuschten den Tod von Bittner. Sie erfanden eine kriminelle Menschenhändlerbande, mit deren Hilfe Bittner geflohen sei, und leiteten ein Ermittlungsverfahren gegen den Toten ein, in dessen Verlauf Haftbefehl durch das Stadtbezirksgericht Berlin-Mitte erlassen wurde. In die Meldekartei in Berlin-Pankow ließ die Staatssicherheit eintragen, dass Michael Bittner am 9. Dezember 1986 in die Bundesrepublik ausgereist sei.

## Juristische Aufarbeitung nach 1990
Michael Bittner war eine der 13 Personen, die bei der Flucht aus der DDR starben, für deren Tod Erich Honecker 1992 vor dem Landgericht Berlin angeklagt wurde. Die beiden Todesschützen wurden 1997 wegen der Schüsse zu Jugendstrafen auf Bewährung wegen Totschlags verurteilt.
Das SED-Politbüromitglied Siegfried Lorenz wurde wegen Beihilfe zum Mord an drei Flüchtlingen, darunter Bittner, zu einer Freiheitsstrafe von 15 Monaten auf Bewährung verurteilt.

## Gedenken
Am 7. November 2009 wurde zum Gedenken an Michael Bittner ein Platz in Glienicke/Nordbahn nach ihm benannt.
Auch am Mahnmal der Opfer der Berliner Mauer am Edelhofdamm in Berlin-Frohnau wird, unweit des damaligen Tatorts, an ihn erinnert.